# Paradise (Michigan)
Pour les articles homonymes, voir Paradise.
Paradise (« Paradis » en anglais) est une communauté non-incorporée dans le comté de Chippewa, dans la péninsule supérieure de l'État américain de Michigan. Elle est proche des Chutes Tahquamenon, qui sont situées dans un parc d'état du même nom.